# Dietrich von der Glesse
Dietrich von der Glesse, auch Glezze oder Gletze oder Klesse oder Gleese, war ein deutschsprachiger Lyriker in der zweiten Hälfte des 13. Jahrhunderts.

## Herkunft und Werk

### Herkunft
Seine genauen Lebensdaten wie auch seine Herkunft sind unbekannt, es wird vermutet, dass er aus dem nordalemannischen Sprachgebiet stammte. Sein Name leitet sich wahrscheinlich von der historischen Ortschaft Klessengrund in der bis 1742 bzw. 1763 böhmischen Grafschaft Glatz ab.

### Werk
Sein einziges Werk ist Der Borte (mhd.), Der Gürtel, das laut Katalog der Codices Palatini germanici in den Sammelhandschriften Cod. Pal. germ. 4, Blätter 198r–208v, und Cod. Pal. germ. 341, Blätter 232v–238r, überliefert wurde. Eine weitere Handschrift, der Codex Bodmer 72 (1. Viertel 14. Jh.), befindet sich jetzt in der Bibliotheca Bodmeriana in Genf, sowie ein Fragment in Klagenfurt. Der Borte ist eine erotische Verserzählung mit eindeutig sexuellen Anspielungen und im Mittelalter in Deutschland seltenen homoerotischen Andeutungen, die im Dienst eines Wilhelm von Wîdenâ (um 1290), dem Sohn des Vogtes von Weidenau, entstanden ist. Die zugrunde liegende Rahmenhandlung beruht vielleicht auf dem antiken griechischen Mythos von Kephalos und Prokris.
Vor einigen Jahren soll die Firma Triumph International mit diesem Auszug aus dem Werk des Künstlers für ihre Produkte geworben haben:
Der Hals so weiß und rein,
dass man den roten Wein
Sah rinnen durch des Busens Elfenbein
der aus zwei Wonnehügeln
gebildet war; die kaum ein Band möcht zügeln.